# バウンス (ボン・ジョヴィのアルバム)
『バウンス』（Bounce）は、アメリカのロックバンド、ボン・ジョヴィ8枚目のスタジオ・アルバム。2002年9月11日に発売された。日本での発売元はユニバーサルミュージック。販売元はビクターエンタテインメント。

## 解説
前作『クラッシュ』からおよそ2年4ヶ月ぶりとなるスタジオ・アルバム。日本は世界に先駆けて先行発売された。
日本での発売日からちょうど1年前にアメリカで起こったアメリカ同時多発テロ事件の影響が色濃く反映されているアルバムであるが、ペシミズムからオプティミズムへ、ネガティブ からポジティブへと導き出す内容の曲が収録されている。
アルバム発売に合わせてメンバーが来日し、Zepp Tokyoで一夜限りのスペシャル・ライヴを開催した。
本作を引っ提げて2003年1月には洋楽アーティスト初となる5大ドームでのライヴを開催し、ディスクジャケットや「エヴリデイ」（Everyday）のミュージック・ビデオを彷彿とさせるパラボラアンテナがステージセット上に組まれた。
2010年6月23日には、『バウンス+ライヴ・トラックス』（Bounce+Live Tracks）が発売された。

## 収録曲
| #   | タイトル                                                      | 作詞・作曲                                                                                   | 時間 |
| --- | ------------------------------------------------------------- | -------------------------------------------------------------------------------------------- | ---- |
| 1.  | 「アンディヴァイデッド」(Undivided)                           | ジョン・ボン・ジョヴィ、リッチー・サンボラ、ビリー・ファルコン                               | 3:53 |
| 2.  | 「エヴリデイ」(Everyday)                                      | ジョン・ボン・ジョヴィ、リッチー・サンボラ、アンドレアス・カールソン                         | 3:00 |
| 3.  | 「ザ・ディスタンス」(The Distance)                            | ジョン・ボン・ジョヴィ、リッチー・サンボラ、デズモンド・チャイルド                           | 4:48 |
| 4.  | 「ジョーイ」(Joey)                                            | ジョン・ボン・ジョヴィ、リッチー・サンボラ                                                   | 4:54 |
| 5.  | 「ミスアンダーストゥッド」(Misunderstood)                     | ジョン・ボン・ジョヴィ、リッチー・サンボラ、アンドレアス・カールソン、デズモンド・チャイルド | 3:30 |
| 6.  | 「オール・アバウト・ラヴィン・ユー」(All About Lovin' You)    | ジョン・ボン・ジョヴィ、リッチー・サンボラ、アンドレアス・カールソン、デズモンド・チャイルド | 3:46 |
| 7.  | 「フック・ミー・アップ」(Hook Me Up)                          | ジョン・ボン・ジョヴィ、リッチー・サンボラ、アンドレアス・カールソン、デズモンド・チャイルド | 3:54 |
| 8.  | 「ライト・サイド・オブ・ロング」(Right Side Of Wrong)         | ジョン・ボン・ジョヴィ                                                                       | 5:50 |
| 9.  | 「ラヴ・ミー・バック・トゥ・ライフ」(Love Me Back To Life)    | ジョン・ボン・ジョヴィ、リッチー・サンボラ                                                   | 4:09 |
| 10. | 「ユー・ハッド・ミー・フロム・ハロー」(You Had Me From Hello) | ジョン・ボン・ジョヴィ、リッチー・サンボラ、アンドレアス・カールソン                         | 3:49 |
| 11. | 「バウンス」(Bounce)                                          | ジョン・ボン・ジョヴィ、リッチー・サンボラ、ビリー・ファルコン                               | 3:11 |
| 12. | 「オープン・オール・ナイト」(Open All Night)                  | ジョン・ボン・ジョヴィ、リッチー・サンボラ                                                   | 4:22 |

| #   | タイトル                                                                                    | 作詞 | 作曲・編曲 | 備考                                                 |
| --- | ------------------------------------------------------------------------------------------- | ---- | ---------- | ---------------------------------------------------- |
| 13. | 「ノー・リグレッツ（デモ）」(No Regrets (Demo))                                             |      |            | CDでは曲が再生されるまでに約16分間のブランクがある。 |
| 14. | 「ポストカード・フロム・ザ・ウェイストランド（デモ）」(Postcards from the Wasteland (Demo)) |      |            |                                                      |

### 『バウンス+ライヴ・トラックス』（Bounce+Live Tracks）
| #   | タイトル                                              | 作詞 | 作曲・編曲 |
| --- | ----------------------------------------------------- | ---- | ---------- |
| 13. | 「ザ・ディスタンス（ライヴ）」(The Distance (Live))   |      |            |
| 14. | 「ジョーイ（ライヴ）」(Joey (Live))                   |      |            |
| 15. | 「フック・ミー・アップ（ライヴ）」(Hook Me Up (Live)) |      |            |
| 16. | 「バウンス（ライヴ）」(Bounce (Live))                 |      |            |

## タイアップ
バウンス（Bounce）
- フジテレビ系ドラマ『ダブルスコア』挿入歌。

ザ・ディスタンス（The Distance）
- アサヒ「スーパードライ」CMソング（2003年）。